# Cyril Ring
Cyril Ring (5 de diciembre de 1892-17 de julio de 1967) fue un actor estadounidense. 

## Resumen biográfico
Nacido en Boston, Massachusetts, su hermana era la actriz Blanche Ring. En 1915 se casó con la actriz y bailarina Charlotte Greenwood, de la que se divorció en  1922.
Inició su carrera como actor en el cine mudo en 1921, finalizando la misma en 1951 tras actuar en más de 350 filmes, casi siempre en pequeños papeles, muchos de ellos sin aparecer en los títulos de crédito. De todos ellos es quizás más recordado por su papel de timador capturado y esposado a la también timadora interpretada por Kay Francis en el título de los Hermanos Marx de 1929 The Cocoanuts.
Cyril Ring falleció en 1967 en Hollywood, California, a los 74 años de edad.

## Filmografía seleccionada
- The Flame (1947)
- Nightmare Alley (1947)
- The Hal Roach Comedy Carnival (1947)
- Girl on the Spot (1946)
- Senorita from the West (1945)
- Duffy's Tavern (1945)
- Beware of Redheads (1945)
- The Cheaters (1945)
- On Stage Everybody (1945)
- The Naughty Nineties (1945)
- Diamond Horseshoe (1945)
- Hollywood and Vine (1945)
- Having Wonderful Crime (1945)
- Identity Unknown (1945)
- I'll Remember April (1945)
- The Affairs of Susan (1945)
- See My Lawyer (1945)
- Frisco Sal (1945)
- Roughly Speaking (1945)
- The Man in Half Moon Street (1945)
- Here Come the Waves (1944)
- Laura (1944)
- The Merry Monahans (1944)
- Ghost Catchers (1944)
- Ladies of Washington (1944)
- El Señor Skeffington (1944)
- Follow the Boys (1944)
- Shine on Harvest Moon (1944)
- Phantom Lady (1944)
- Henry Aldrich, Boy Scout (1944)
- Government Girl (1944)
- The Texas Kid (1943)
- The Dancing Masters (1943)
- The Mad Ghoul (1943)
- Mystery of the 13th Guest (1943)
- Swing Fever (1943)
- Gildersleeve on Broadway (1943)
- Sweet Rosie O'Grady (1943)
- The Adventures of a Rookie (1943)
- So This Is Washington (1943)
- The Seventh Victim (1943)
- The Fallen Sparrow (1943)
- Du Barry Was a Lady (1943)
- Let's Face It (1943)
- Hers to Hold (1943)
- Bombardier (1943)
- A Stranger in Town (1943)
- Good Morning, Judge (1943)
- She Has What It Takes (1943)
- Reveille with Beverly (1943)
- You Can't Beat the Law (1943)
- Margin for Error (1943)
- Accent on Love (1941)
- San Antonio Rose (1941)
- Blondie in Society (1941)
- Meet John Doe (1941)
- Citizen Kane (1941)
- La gran mentira (The Great Lie, 1941)
- The Man Who Lost Himself (1941)
- The Lady Eve (1941)
- The Wild Man of Borneo
- Michael Shayne: Private Detective
- No, No, Nanette (1940)
- North West Mounted Police (1940)
- Christmas in July (1940)
- The Great Dictator (1940)
- Sailor's Lady
- Girl in 313 (1940)
- Beyond Tomorrow (1940)
- Edison, the Man (1940)
- My Favorite Wife (1940)
- Two Girls on Broadway (1940)
- The Man with Nine Lives
- Road to Singapore (1940)
- The Light That Failed (1939)
- Day-Time Wife (1939)
- The Roaring Twenties (1939)
- Babes in Arms (1939)
- Hollywood Cavalcade (1939)
- Espionage Agent (1939)
- Winter Carnival (1939)
- Mr. Moto Takes a Vacation
- Invitation to Happiness (1939)
- Mandrake the Magician (1939)
- Rose of Washington Square (1939)
- Union Pacific (1939)
- Made for Each Other (1939)
- They Made Me a Criminal (1939)
- Trade Winds (1938)
- Kentucky (1938)
- Dr. Kildare (1938)
- The Spider's Web (1938)
- Hold That Co-ed
- Too Hot to Handle (1938)
- Three Loves Has Nancy (1938)
- The First Hundred Years (1938)
- Dangerous to Know (1938)
- Little Miss Roughneck (1938)
- Love Is a Headache (1938)
- City Girl (1938)
- Wells Fargo (1937)
- She Married an Artist (1937)
- Blossoms on Broadway (1937)
- The Last Gangster (1937)
- Fight for Your Lady (1937)
- There Goes the Groom
- Charlie Chan on Broadway (1937)
- One Hundred Men and a Girl (1937)
- Topper (1937)
- Married Before Breakfast (1937)
- It May Happen to You (1937)
- Make Way for Tomorrow (1937)
- Charlie Chan at the Race Track (1936)
- Palm Springs (1936)
- Gentle Julia (1936)
- Colleen (1936)
- Everybody's Old Man (1936)
- Song and Dance Man (1936)
- King of Burlesque (1936)
- Hitch Hike Lady (1935)
- Dangerous (1935)
- Man of Iron (1935)
- The Payoff (1935)
- Rendezvous (1935)
- It's in the Air (1935)
- Two-Fisted (1935)
- Page Miss Glory
- Diamond Jim (1935)
- Hooray for Love (1935)
- Goin' to Town (1935)
- The Gilded Lily (1935)
- Behold My Wife (1934)
- Call It Luck (1934)
- Hollywood Hoodlum (1934)
- Sisters Under the Skin
- No More Bridge! (1934)
- Dark Hazard (1934)
- Meet the Baron (1933)
- Tillie and Gus (1933)
- A Shriek in the Night (1933)
- Murders in the Zoo (1933)
- The Half Naked Truth (1932)
- Two Lips and Juleps (1932)
- The Dark Horse (1932)
- It's Tough to Be Famous (1932)
- Business and Pleasure (1932)
- Union Depot (1932)
- Pistoleros de agua dulce (1931)
- Don't Bet on Women (1931)
- Millie (1931)
- Top Speed (1930)
- The Social Lion (1930/I)
- The Cocoanuts (1929)
- News Parade (1928)
- Mismates (1926)
- Tongues of Flame (1924)
- In Hollywood with Potash and Perlmutter (1924)
- Hit and Run (1924)
- The Guilty One (1924)
- The Breaking Point (1924)
- Pied Piper Malone (1924)
- Homeward Bound (1923)
- The Exciters (1923)
- The Ne'er-Do-Well (1923)
- Back Home and Broke (1922)
- Divorce Coupons (1922)
- The Conquest of Canaan (1921)